# Gordon (Alabama)
Gordon ist eine Ortschaft im Houston County im US-Bundesstaat Alabama in den Vereinigten Staaten mit 294 Einwohnern (Stand: 2020). Sie ist Teil der Metropolitan Statistical Area Dothan.

## Demographie
Nach der Volkszählung im Jahr 2000 lebten hier 408 Menschen in 144 Haushalten und 108 Familien. Die Bevölkerungsdichte betrug 48,6 Einwohner pro km². Ethnisch betrachtet setzte sich die Bevölkerung zusammen aus 74,02 % Afroamerikaner, 23,04 % weißer Bevölkerung, 0,74 % amerikanischen Ureinwohnern, 0,25 % Asiaten, 0,25 % anderer Herkunft und 1,72 % Mischlinge. 1,47 % der Bevölkerung waren spanischer oder lateinamerikanischer Abstammung.
Von den 144 Haushalten hatten 41,0 % Kinder und Jugendliche unter 18 Jahre, die bei ihnen lebten. 47,2 % waren verheiratete, zusammenlebende Paare, 22,2 % waren allein erziehende Mütter und 25,0 % waren keine Familien. 25,0 % bestanden aus Singlehaushalten und in 11,1 % lebten Menschen im Alter von 65 Jahren oder darüber allein. Die Durchschnittshaushaltsgröße betrug 2,83 und die durchschnittliche Familiengröße lag bei 3,33 Personen.
Auf den gesamten Ort bezogen setzte sich die Bevölkerung zusammen aus 33,8 % Einwohnern unter 18 Jahren, 7,4 % zwischen 18 und 24 Jahren, 22,5 % zwischen 25 und 44 Jahren, 24,0 % zwischen 45 und 64 Jahren und 12,3 % waren 65 Jahre alt oder darüber. Das Durchschnittsalter betrug 35 Jahre. Auf 100 weibliche Personen kamen 84,6 männliche Personen. Auf 100 Frauen im Alter von 18 Jahren oder darüber kamen statistisch 78,8 Männer.
Das jährliche Durchschnittseinkommen eines Haushalts betrug 16.917 USD, das Durchschnittseinkommen der Familien betrug 17.708 USD. Männer hatten ein Durchschnittseinkommen von 25.625 USD, Frauen 15.536 USD. Das Prokopfeinkommen betrug 6.795 USD. 30,3 % der Familien und 39,9 % der Bevölkerung lebten unterhalb der Armutsgrenze (inklusive 48,9 % der Kinder und 19,4 % der über 65-Jährigen).